# Skoryki
Skoryki – wieś w rejonie tarnopolskim obwodu tarnopolskiego, założona w 1560 r. 

## Historia
Właścicielem dóbr ziemskich Skoryki był m.in. Tadeusz Gromnicki herbu Prawdzic, mąż Anieli z Dzieduszyckich. Po wczesnym zgonie męża i syna Józefa Aniela z Dzieduszyckich weszła w posiadanie dóbr ziemskich Skoryki w 1812, około 1818 ponownie wyszła za mąż za Erazma Truszkowskiego, a w 1829 odstąpiła dobra ziemskie mężowi.
W rejonie miejscowości w 1920 rozegrała się bitwa pomiędzy wojskami polskimi a sowieckimi.
W II Rzeczypospolitej miejscowość była siedzibą gminy wiejskiej Skoryki w powiecie zbaraskim województwa tarnopolskiego. Wieś liczy 612 mieszkańców. 
W 1944 nacjonaliści ukraińscy z OUN-UPA zamordowali tutaj 12 Polaków.
Do 2020 w rejonie podwołoczyskim.

## Linki zewnętrzne

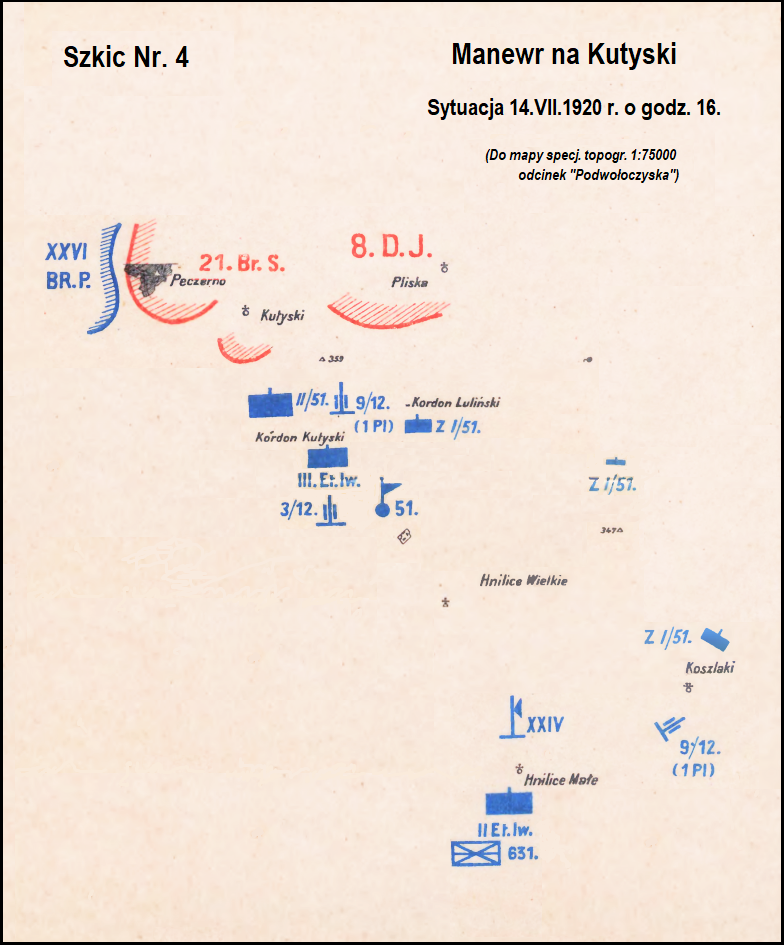
M. Kukiel, Bitwa pod Wołoczyskami.
Bój pod Skorykami